# Komsomolsk
Komsomolsk (Комсомольск) és un poble (anteriorment un assentament de tipus urbà) al raion de Pervomàiskoie (óblast de Tomsk). És el centre administratiu de l'assentament rural de Komsomolsk. Es troba a la riba del riu Txulim. Tenia 1.997 habitants a data de l'1 de gener del 2015. Durant l'estiu, els habitants guanyen diners collint nabius de grua dels boscos i aiguamolls propers.